# LEGEND OF REBECCA
『LEGEND OF REBECCA』（レジェンド・オブ・レベッカ）は、2002年2月20日にSME Recordsから発売されたREBECCAのベスト・アルバムである。

## 構成
1984年のメジャー・デビューから1999年の再結成時に発表された楽曲に加えて、当時未発表曲だった「Tatoo Girl」が収録されたベスト・アルバムとなっており、「Wearham Boat Club」と、「Vanity Angel」、「Little Rock」の新規リミックスに加え、2000年の再結成時に発表したシングル「神様と仲なおり/HELLO TEENAGE」のカップリングに収録されている「神様と仲なおり (ambient version)」も同時に収録されている。

## 収録曲
| 全作曲: 土橋安騎夫（#1,#3のみ木暮武彦）、全編曲: REBECCA（#15のみ土橋安騎夫）。 |                                            |                      |                                    |      |
| #                                                                               | タイトル                                   | 作詞                 | 作曲・編曲                         | 時間 |
| 1.                                                                              | 「Wearham Boat Club」(remixed edition)     | 木暮武彦・有川正沙子 | 土橋安騎夫 （#1,#3のみ 木暮武彦 ） | 4:07 |
| 2.                                                                              | 「Virginity」(remixed edition)             | 宮原芽映             | 土橋安騎夫 （#1,#3のみ 木暮武彦 ） | 4:05 |
| 3.                                                                              | 「Tatoo Girl」(album edition)              | NOKKO                | 土橋安騎夫 （#1,#3のみ 木暮武彦 ） | 5:00 |
| 4.                                                                              | 「Friends」(remixed edition)               | NOKKO                | 土橋安騎夫 （#1,#3のみ 木暮武彦 ） | 4:39 |
| 5.                                                                              | 「Raspberry Dream」(remixed edition)       | NOKKO                | 土橋安騎夫 （#1,#3のみ 木暮武彦 ） | 4:41 |
| 6.                                                                              | 「Monotone Boy」(remixed edition)          | 松本隆               | 土橋安騎夫 （#1,#3のみ 木暮武彦 ） | 4:32 |
| 7.                                                                              | 「Cheap Hippies」(remixed edition)         | NOKKO                | 土橋安騎夫 （#1,#3のみ 木暮武彦 ） | 4:16 |
| 8.                                                                              | 「Lonely Butterfly」(remixed edition)      | NOKKO                | 土橋安騎夫 （#1,#3のみ 木暮武彦 ） | 4:39 |
| 9.                                                                              | 「Moon」(remixed edition)                  | NOKKO                | 土橋安騎夫 （#1,#3のみ 木暮武彦 ） | 4:43 |
| 10.                                                                             | 「Nervous But Glamorous」(remixed edition) | NOKKO                | 土橋安騎夫 （#1,#3のみ 木暮武彦 ） | 4:48 |
| 11.                                                                             | 「One More Kiss」(remixed edition)         | NOKKO                | 土橋安騎夫 （#1,#3のみ 木暮武彦 ） | 5:36 |
| 12.                                                                             | 「Vanity Angel」(remixed edition)          | NOKKO                | 土橋安騎夫 （#1,#3のみ 木暮武彦 ） | 5:21 |
| 13.                                                                             | 「Super Girl」(remixed edition)            | NOKKO                | 土橋安騎夫 （#1,#3のみ 木暮武彦 ） | 4:46 |
| 14.                                                                             | 「Little Rock」(remixed edition)           | NOKKO                | 土橋安騎夫 （#1,#3のみ 木暮武彦 ） | 4:58 |
| 15.                                                                             | 「神様と仲なおり」(ambient version)        | NOKKO                | 土橋安騎夫 （#1,#3のみ 木暮武彦 ） | 4:56 |
| 合計時間:                                                                       | 合計時間:                                  | 合計時間:            | 71:07                              |      |

## 参加ミュージシャン
| REBECCA - NOKKO : Vocal - AKIO DOBASHI : Keyboards - NORIYUKI TAKAHASHI : Bass - YUTAKA ODAWARA : Drums | - TAKEHIKO KOGURE : Gutars(1.2.3) - KOICHI KORENAGA : Guitars - MORIO KOGA : Guitars(4) - KOICHI HIRAI : Gutars(7) - TAKEHIRO YOKOUCHI : Gutars(8) - TATSUYA KONUMA : Drums(1.2) - OBAO NAKAZIMA : Percussion - GYO TADA : Trumpet(5) - TATSUYA SHIMOGAMI : Trumpet(5) - TAKAHIRO KANEKO : Tenor Sax(5) - YOICHI MURATA : Trombone(5) - NEKO SAITO : Violin Solo(9) - JEFF SMITH : Saxophone(10) - YOH OHYAMA : Manipulator |